# Edmund Fellowes
Edmund Fellowes (Londra, 11 novembre 1870 – Windsor, 21 novembre 1951) è stato un musicologo britannico, che si è impegnato nel recupero e nella rivalutazione della musica inglese del XVI e XVII secolo.

## Biografia
Nacque nei pressi di Londra, quinto figlio di Horace Fellowes, direttore della British Army, e già da bambino evidenziò un buon talento musicale, al punto da ricevere, pur avendo solo 8 anni, la proposta di divenire allievo di violino di József Joachim. 
I suoi studi successivi furono portati avanti nel collegio di Winchester ed a Oxford.
Nel 1894 è stato ordinato diacono e l'anno seguente prete.
Profuse un grande impegno per la riscoperta e la divulgazione dei madrigali inglesi dell'epoca elisabettiana.
Il frutto di questo suo progetto fu raccolto nei trentasei volumi della English Madrigal School (1913-24) e nei volumi della English Madrigal Verse (1920); a completare la sua opera fu English Madrigal Composers (1921).
Inoltre è stato uno dei redattori di Tudor Church Music, dieci volumi pubblicati dalla Oxford University Press negli anni venti del XX secolo con il supporto del Carnegie UK.
Le opere di Fellowes furono riconosciute dalla sua alma mater e fu nominato membro onorario di Oriel nel 1937, ricevette anche dottorati onorari in musica dall'Università di Dublino nel 1917, dall'Università di Oxford nel 1939 e dall'Università di Cambridge nel 1950. Fellowes era interessato al cricket e nel 1930 ha pubblicato History of Winchester Cricket. 
Tra i suoi incarichi, annoveriamo quello di presidente della Musical Association, dal 1942 al 1947, e della Church Music Society dal 1946 al 1951.

## Pubblicazioni
- English Cathedral Music, Londra, 1969;
- English Cathedral Music from Edward the Sixth to Edward the Seventh;
- English Madrigal Composers;
- English Madrigal School;
- English Madrigal Verse, 1588–1632;
- English School of Lutenist Song Writers, Boston, 1984;
- Orlando Gibbons and His Family: The Last of the Tudor School of Musicians;
- Tudor Church Music;
- William Byrd – English Church Music, vol.1;
- William Byrd: A Short Account of His Life and Work;
- The Knights of the Garter, 1348–1939: With a Complete List of the Stall Plates in St. Georges Chapel., vol.1 1939;
- Organists and Masters of the Choristers of St. George's Chapel in Windsor Castle., vol.3, 1939;
- The Military Knights of Windsor, 1352–1944., vol.4, 1944;
- The Vicars Or Minor Canons of His Majesty's Free Chapel of St. George in Windsor., vol.5, 1945;
- The Baptism, Marriage and Burial Registers of St George's Chapel, Windsor, vol. 10, 1957.